# Chrysolina yupeiyuae
Chrysolina yupeiyuae is een keversoort uit de familie bladkevers (Chrysomelidae). De wetenschappelijke naam van de soort werd in 1998 gepubliceerd door Lopatin.